# Schildberg (Gemeinde Böheimkirchen)
Schildberg ist eine Ortschaft und eine Katastralgemeinde der Marktgemeinde Böheimkirchen im Bezirk St. Pölten in Niederösterreich. Die Ortschaft hat 171 Einwohner (Stand 1. Jänner 2024).

## Geografie
Das an der Perschling gelegene Dorf befindet sich nördlich von Böheimkirchen und östlich des Schildbergs. Durch den Ort führt die Landesstraße L5080, die aus der L110 abzweigt.

## Geschichte
Laut Adressbuch von Österreich waren im Jahr 1938 in Schildberg ein Gastwirt, ein Milchhändler, eine Schneiderin und zwei Landwirte mit Direktvertrieb ansässig.